# 5629 Kuwana
Az 5629 Kuwana (ideiglenes jelöléssel 1993 DA1) a Naprendszer kisbolygóövében található aszteroida. Tsutomu Hioki,  Shuji Hayakawa fedezte fel 1993. február 20-án.